# أنيسيت أندريانانتيناينا
أنيسيت أندريانانتيناينا (بالفرنسية: Anicet Andrianantenaina) (مواليد 13 مارس 1990 في أنتاناناريفو - مدغشقر) لاعب كرة قدم مدغشقري يلعب في مركز الهجوم وفي خط الوسط. يلعب حاليًا لصالح نادي لودوغورتس رازغراد في الدوري البلغاري الممتاز منذ 2014.

## المسيرة الاحترافية
خلال فترة الشباب، لعب مع نادي Ajesaia في مسقط رأسه في عاصمة مدغشقر ومن ثم التحق بنادي إيه جي أوكسير الفرنسي. في سنة 2008 بدأ باللعب احترافيًا مع نادي أوكسير وشارك في 42 مباراة سجل فيها أربع أهداف.

## المسيرة الدولية
بدأ باللعب مع منتخب مدغشقر لكرة القدم في سنة 2015 وسجل هدفًا واحدًا في تصفيات كأس العالم 2018 أمام منتخب جمهورية أفريقيا الوسطى.

## روابط خارجية
- أنيسيت أندريانانتيناينا على موقع الاتحاد الأوربي (الإنجليزية)
- أنيسيت أندريانانتيناينا على موقع رابطة كرة القدم الفرنسية للمحترفين (الإنجليزية)
- أنيسيت أندريانانتيناينا على موقع قاعدة بيانات كرة القدم.إي يو (الإنجليزية)
- أنيسيت أندريانانتيناينا على موقع ليكيب (الفرنسية)
- أنيسيت أندريانانتيناينا على موقع ناشيونال فوتبول تيمز (الإنجليزية)
- أنيسيت أندريانانتيناينا على موقع Soccerway.com (الإنجليزية)
- أنيسيت أندريانانتيناينا على موقع كووورة
- أنيسيت أندريانانتيناينا على موقع AS.com (الإسبانية)